# Стефан I Угарски
Стефан I Угарски (у мађарској историографији познат и као Свети Стефан или Свети Стефан Велики, мађ. Szent István — „Свети Иштван“; око 975 — 15. август 1038) је последњи велики везир Мађара и први краљ Угарског краљевства (1001—1038). Припадао је династији Арпадовића. Од папе је добио краљевску круну, која је касније добила митски значај међу Мађарима, тако да се од тада угарске земље зову Земље круне Светог Стефана. Светац је у Римокатоличкој цркви од 1083. године, док га је Васељенска патријаршија прогласила за свеца 2000. године.

## Круна Светог Стефана
Отац му је био вођа и велики везир Мађара Геза. Стефаново право име је било Вајк (мађ. Vajk), што значи „херој“. Име Стефан је добио након крштења. Кад је имао 10 година, крстио га је Адалберт Прашки. Оженио се Гизелом, ћерком баварског војводе Хајнриха II Свађалице.
Успео је да се наметне осталом племству, захваљујући својим везама са немачким великашима. Одатле је добијао и војну помоћ у обрачуну са противницима. Од 995. до 997. био је принц Њитре, а 997. постаје водећи владар у Угарској. Уз помоћ Немаца 998. угушио је побуну паганских племена у Задунављу које је предводио кнез Копањи.
Папа Силвестер II је, уз сагласност цара Светог римског царства, Отона III, шаље му златну круну опточену драгуљима и тиме га јануара 1001. признаје као хришћанског краља Угарске. Првобитна круна Светог Стефана није сачувана. Данашња круна Светог Стефана је у основи круна коју је византијски цар Михаило VII Дука (1071—1078) послао угарском краљу Гези I (1074—1077), сину Беле I. Теоретска потчињеност Светом римском царству због сагласности да се крунише за краља Угарске није донела никакве практичне последице по Угарску. Стефан је 1018. године послао помоћ византијском цару Василију II у борби против Самуилове државе.

## Покрштавање Мађара
Добио је титулу апостола са 10 епархија. Добио је велику црквену аутономију у односу на папу.
Црквено је поделио Угарску на 10 епархија. Наредио је да свако десето место мора имати цркву и свештеника. Основао је бројне катедрале и манастире. Унутар манастира оснивају се школе, као центри културе и писмености.
Уз помоћ латинских и грчких свештеника Стефан је покрштавао Мађаре, који су до тог времена већином били пагани.
Обесхрабривао је паганске обичаје и учвршћивао је хришћанство разним законима. Латински постаје службени језик царског двора и престаје са кориштењем хунско-мађарског писма. Покрштавањем је успео да уведе Угарску у круг цивилизованих земаља.

## Мисионари и имигранти
Бројни мисионари долазе у Угарску и са Запада и из Византије. Бенедиктинци су први ред, који се настанио у Угарској. Сваки манастир у Угарској постао је не само религиозни центар, него и центар цивилизације. Монаси су очистили простор од шума, култивисали су земљу и саградили су насеља у која долазе колонисти. Мађари се уче западним методама пољопривреде, те западним занатима и уметностима. Покрштавање је ипак било главни циљ тих мисионара. Млечански свештеници су прилагодили латиницу угарском језику.
После монаха у Угарску долазе разне занатлије и други привучени привилегијама и причама о земљи са много обрадиве земље. Имиграцију у Угарску су поспешиле лоше године и епидемије у Европи.

## Централизација Угарске
Проводио је централизацију Угарске по узору на Каролиншке владаре. Укинуо је племенске поделе. Створио је нове територијално-административне јединице зване жупаније. Поделио је Угарску у 40—50 жупанија и наставио је са увођењем децималног система мера. Провео је и финансијско-економске реформе.
До 1028. цели Карпатски регион је постао део Угарске. Одговарајућим договорима са великим кијевским кнезом Јарославом Мудрим и са пољским краљем Болеславом Храбрим припаја Угарској нове територије.

## Светац
Проглашен је за свеца 1083. од стране католичке цркве, а православна црква га је канонизовала 2000. године. Свети Стефан је имао троје деце, али надживео је све троје, тако да је након његове смрти владало раздобље нестабилности од 1038. до 1047. године.
Највећи проблем са којим се Стефан сусретао било је питање наследства. Његов син и предодређени наследник Емерик (Имре) је погинуо у лову. Следећи у линији наслеђивања био је Вазул, син Гезиног брата Михаља, али је Стефан сматрао да је он неподесан да буде краљ јер се придржавао паганских обичаја. Стога је одлучио да круну наследи Петар Орсеоло, син млетачког дужда. Вазул је био ослепљен, а његова три сина Андраш, Бела и Левенте су побегла у Пољску.

## Породично стабло
|  |                     |  |  |  |  |  |  |  |  |  |  |  |  |  |  |  |
|  | 2. Геза             |  |  |  |  |  |  |  |  |  |  |  |  |  |  |  |
|  |                     |  |  |  |  |  |  |  |  |  |  |  |  |  |  |  |
|  |                     |  |  |  |  |  |  |  |  |  |  |  |  |  |  |  |
|  | 1. Стефан I Угарски |  |  |  |  |  |  |  |  |  |  |  |  |  |  |  |
|  |                     |  |  |  |  |  |  |  |  |  |  |  |  |  |  |  |
|  |                     |  |  |  |  |  |  |  |  |  |  |  |  |  |  |  |
|  | 3. Шаролт           |  |  |  |  |  |  |  |  |  |  |  |  |  |  |  |
|  |                     |  |  |  |  |  |  |  |  |  |  |  |  |  |  |  |
|  |                     |  |  |  |  |  |  |  |  |  |  |  |  |  |  |  |

## Култ Светог краља Стефана Угарског у Славонији и Хрватској
Главна данашња хрватска катедрала, у Загребу, била је посвећена првом мађарском краљу Стефану. Антун Густав Матош је о тој катедрали написао песму При светоме Краљу. Најстарија жупа у Славонском Броду из које су настале све данашње жупе Славонског Брода и околине, се и 1922. године звала Жупа Светог Стјепана Краља. Преименована је 1977. године у Жупу Госпе Брзе Помоћи. У селу Сиче је 1730. постојала дрвена капела посвећена Св. Стефану краљу, а помиње се под тим именом и око 1800. Село Опатовац је 1730. имало капелу Св. Стефана краља, а поред ње су биле неке рушевине. Ту је 1500. постојао и посед који се звао посед Св. Стефана. Лежао је око врло старог гробља које је и доста касније било заједничко Опатовцу и Подвршком. На том поседу је, нешто изнад Опатовца, у средњем веку била црква Св. Стефана.